# فولکرتسن
فولکرتسن (به آلمانی: Volkerzen) یک شهر در آلمان است که در راینلاند-فالتس واقع شده‌است.

## خصوصیات
فولکرتسن ۸۹ نفر جمعیت دارد.